# 王宏偉
王 宏偉（ワン・ホンウェイ、1969年 - ）は、中国の俳優である。

## 経歴
1969年、河南省安陽市に生まれる。北京電影学院文学系卒。
ジャ・ジャンクー監督の『一瞬の夢』（1997年）、『プラットホーム』（2000年）で主演に抜擢される。2002年、ダイ・シージエ監督の『小さな中国のお針子』に出演する。

## フィルモグラフィー
- 一瞬の夢（1997年）
- プラットホーム（2000年）
- 青の稲妻（2002年）
- 小さな中国のお針子（2002年）
- 世界（2004年）
- 長江哀歌（2006年）
- 罪の手ざわり（2013年）
- 長江 愛の詩（2016年）
- 白塔の光（2023年）